# 西河村站
西河村站位于湖北省黄石市阳新县木港镇，建于1989年。现为四等站。客运办理旅客乘降，不办理行李、包裹托运；货运办理整车、零担货物发到。